# 聂拉木虎耳草
聂拉木虎耳草（学名：Saxifraga moorcroftiana），为虎耳草科虎耳草属下的一个植物种。